# Taenga
Taenga vagy Taunga-hara egy atoll a Dél-Csendes-óceánon. A terület politikailag Francia Polinéziához tartozik. Taenga a Tuamotu-szigetek egyik alcsoportjának, a Raeffsky-szigeteknek a része. A Raeffsky szigetcsoport a Tuamotu szigetcsoport központi részén található. Taenga a Reffsky-szigetek északkeleti részén található, Tahititől 680 km-re keletre. A háromszög alakú atoll, melynek alaphosszúsága 27 km, szárai 11 km-esek, a területe 20 km². 140 km²-es lagúnájába a keskeny tengerszoros és az erős tengeri áramlatok miatt meglehetősen nehezen lehet bejutni hajóval.
A sziget fő települése Henuparea, amelynek lakossága hozzávetőleg 90 fő. A lakosság főleg halászatból, gyöngyház tenyésztésből és kopra termesztésből él. A sziget lakói többségében mormonok.

## Története
Taenga atollt a nyugat számára John Turnbull és John Buyers angol hajósok fedezték fel, akik 1803. március 10-én szálltak partra (egy napon a közeli Makemo szigettel együtt). Az atollnak a "Holt's Island" nevet adták. 1820. július 14-én Fabian Gottlieb von Bellingshausen orosz világutazó járt a szigeten.
A 19. században Makemo francia gyarmattá vált, amelyen ekkor 75 ember élt (1850 környékén). 1845. május 1-jén a szomszédos Anaa atollra érkezett Benjamin Grouard mormon hittérítő, aki öt hónap alatt nagy számban keresztelte át a francia polinéziai embereket (mintegy 600 főt). Taenga atoll bennszülött lakosságát is átkeresztelte. 1852-ben a francia kormány betiltotta a Tuamotu-szigeteken a hittérítést. Ennek ellenére Taenga mormon lakossága tovább folytatta a hit terjesztését autonóm módon. 1931-ben megépítettek egy apró templomot is az atollon.

## Közigazgatás
Makemo az önkormányzati település központja. Hozzá tartozik Taenga, Raroia, Takume, Katiu, Nihiru atollok és a lakatlan Haraiki, Észak-Marutea, Tuanake, Hiti, Dél-Tepoto atollok. A közigazgatási terület lakossága 1422 fő (2007).

## Növényvilág
A szigeten honos az endemikus Óceáni cankó.

## További információ
- Atoll lista (franciául) Archiválva 2007. február 28-i dátummal a Wayback Machine-ben